# Schiefertalbach
Der Schiefertal- oder Buchenbornbach ist ein gut einen Kilometer langer rechter und südlicher Zufluss der Usa. Amtlich ist für ihn kein Einzugsgebiet ausgewiesen.

## Geographie

### Verlauf

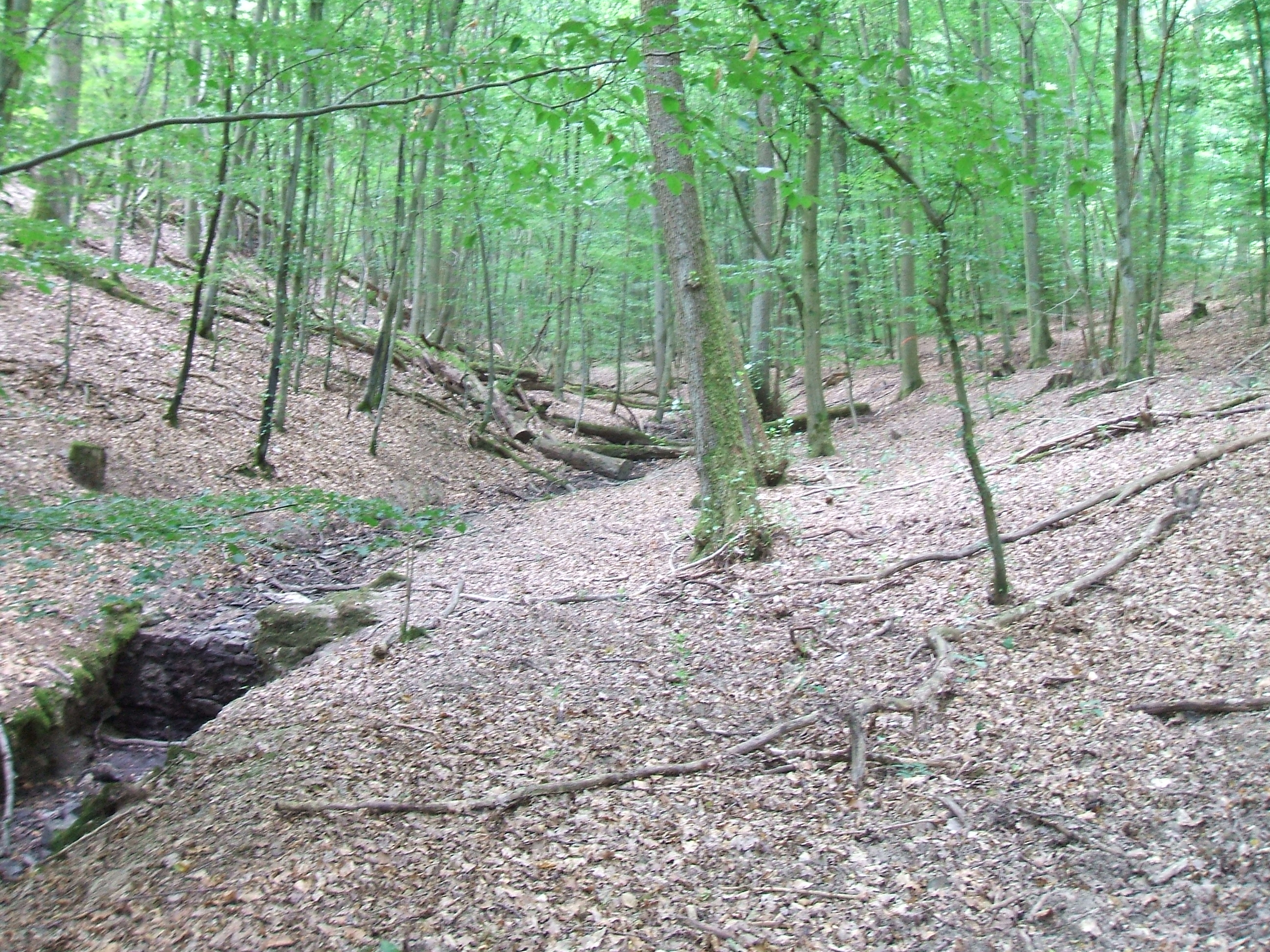
Staumauer im Bach im Schiefertal

Der Bach entspringt im Hintertaunus im hessischen Wetteraukreis, westlich von Ober-Mörlen und östlich unterhalb des FFH-Gebiets Eichkopf von Ober-Mörlen, im Nordhang des Langer Berg. Er mündet westlich und oberhalb von Ober-Mörlen in die Usa, etwa bei Fluss-km 14,8. Sein Bett ist zumeist schlammiger Natur.

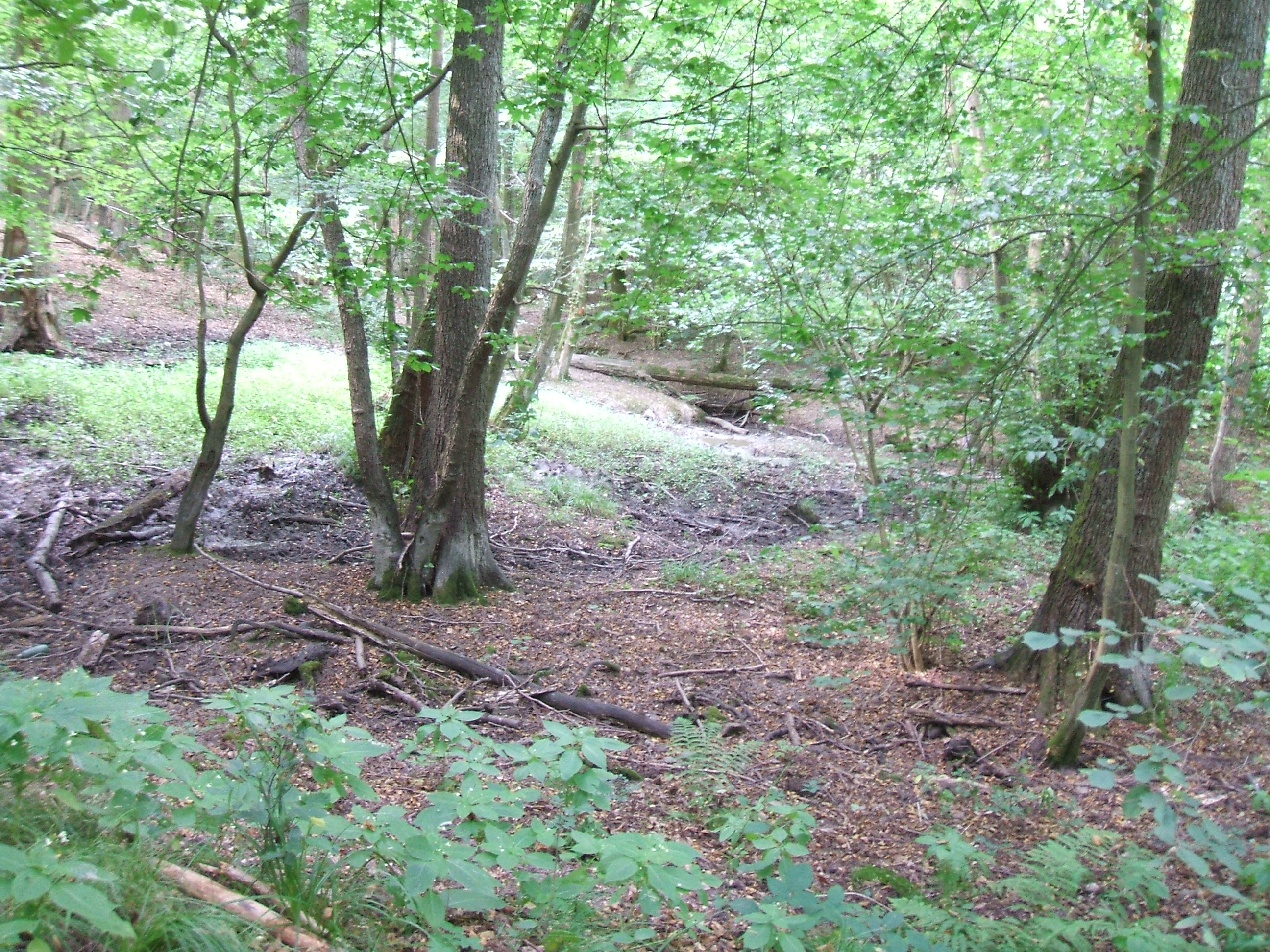
Übergang vom Kerb- ins Trogtal

Die Quelle, der Buchenborn, liegt am Fuß einer alten fehlerhaft noch als Naturdenkmal ausgezeichneten Buche mit nur noch teilweise erhaltener Krone, etwa ½ km südlich und oberhalb der heute bewaldeten Geitzsteinwiese in der Flur 28. Sie liegt wenige Meter tiefer als eine Wegekreuzung in einem artenarmen Laubwald (Eiche, Buche, Hainbuche, Ahorn, an den Wegrändern Holunder, Hasel; im flachen und vermutlich planierten Auslauf des Tales, an dessen westlichem Rand Spuren einer ehemaligen Bebauung erkennbar sind, finden sich Fichten und Eschen). Oberhalb der Quelle verläuft ein Graben aufwärts, der Anschluss an einen kleinen Teich im Wald hat. Der Bachlauf führt in Bögen und einigen Mäander-Schlaufen in einem V-förmigen Kerbtal, einem Runs oder einer Runse, durch diesen Laubwald zunächst nach Norden, in die Flur 27. Von rechts münden mehrfach flächige Grundwasseraustritte in den Bach, von links kommen mehrere trockene Gräben den Hang herab. Bei Fluss-km 0,45 weitet sich das Tal. Grund für die Aufweitung ist ein flächiger Grundwasseraustritt, der das schluffige Material der südöstlichen Talböschung abgetragen und weggeschwemmt hat. Hier mündet erstmals von rechts ein trockener Graben in den Schiefertalbach. Dieser Graben begleitet auf seiner Westseite einen derzeit noch asphaltierten Waldweg, dessen Benutzung durch eine Schranke an der B 275 eingeschränkt ist; Unterhaltung ist nicht erkennbar, denn er wird nicht mehr gebraucht als Zufahrt zu einer ehemaligen militärischen Einrichtung. Der Schiefertalbach biegt hier um 90° nach links in eine nordnordwestliche Fließrichtung. Grund dafür sind Felsen aus eng gefalteten Schichten aus Taunusquarzit, die für den Bau des asphaltierten Wegs hatten teilweise abgetragen werden müssen, von der geringen und vernachlässigbaren erosiven Potenz des Baches jedoch nicht angegriffen werden.

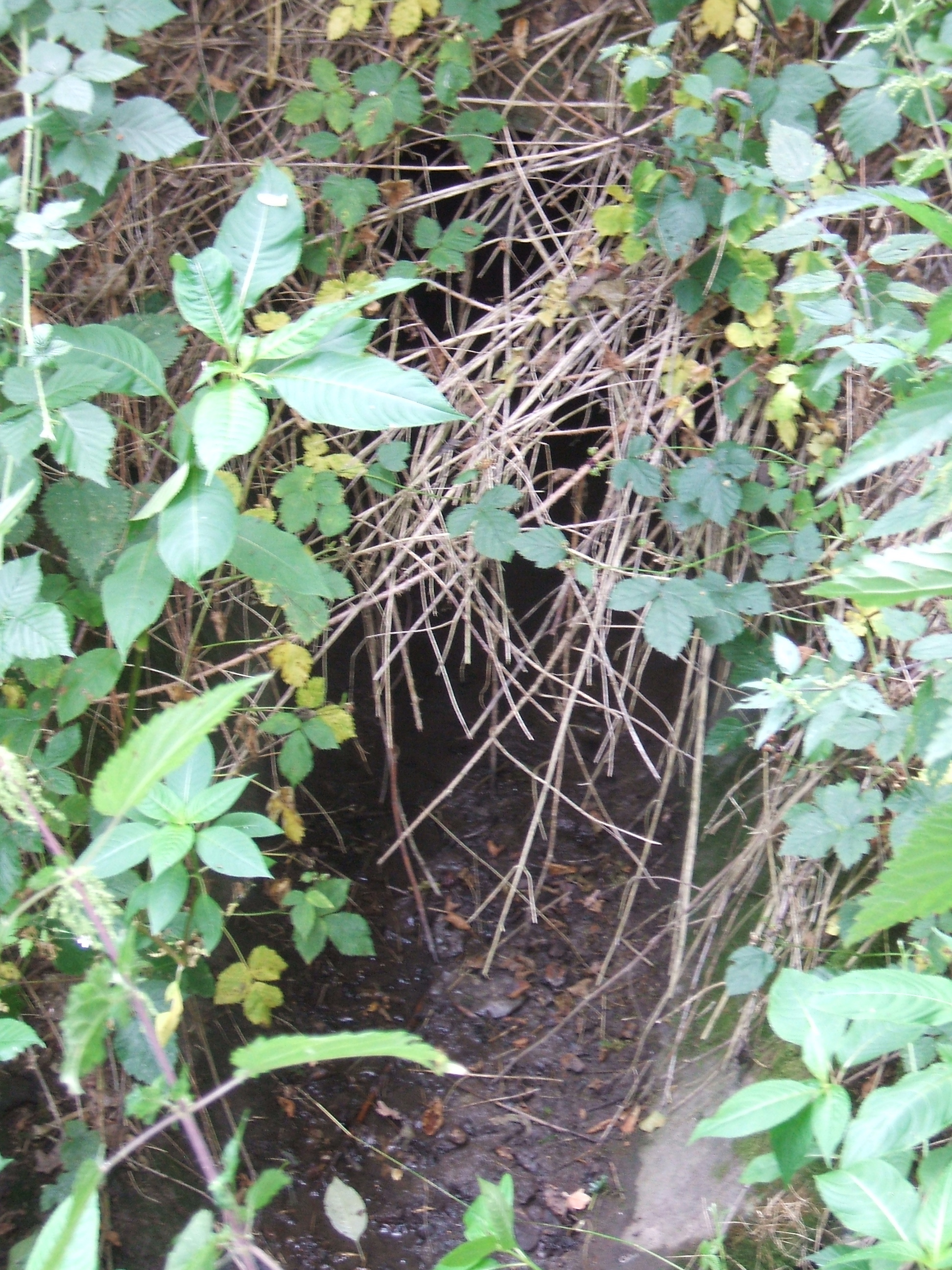
Abflussrinne neben der B 275

Auf den letzten etwa 250 Metern bleibt das Schiefertal weit mit einem flachen Boden, trogförmig. Östlich ragen Felsformationen aus gefaltetem Taunusquarzit aus dem Waldboden, westlich finden sich alte Mauer- und Bautenreste. Alte Luftbilder von etwa 1960 zeigen, dass das Tal offen und waldfrei war – und der Bach vermutlich auf der Nordseite der B 275 fast 200 m ostwärts floss, um dann links zur Usa hinab abzubiegen. (Das Bachbett ist heute in der Usa-Aue wie dem Talende nicht immer gut erkennbar.) Am Ende des Tales, wo ein von Südwesten und ein von Süden kommender asphaltierter Waldweg auf die B 275 treffen und zwischen sich eine Art Parkplatz ausbilden, wird der Schiefertalbach in ein Bauwerk und dann einen Durchlass unter der Bundesstraße geführt, in das der Abflussgraben vom Waldweg aus Südwest mündet. Auf der der Usa zugewandten Nordseite der B 275 mündet der Durchlass in eine hinter Vegetation verborgene Rinne aus halbrunden Fertigprofilen. Diese setzt sich, bald unbefestigt, noch etwa 150 Meter ostwärts, die B 275 begleitend, fort. Bei einem südwärts zu Rinne und Straße gerichteten Mäander der Usa biegt der Schiefertalbach um 90° in einen Durchlass unter einem unbefestigten Feldweg nach Norden ab und mündet in einen mit Erlen bestandenen Graben, der nach etwa 25 Metern Anschluss an die Usa hat, so wie es das Luftbild nahelegt.

### Flusssystem Usa
- Fließgewässer im Flusssystem Usa

### Orte
Das Schiefertal liegt ausschließlich in der Gemarkung von Ober-Mörlen. Der Bach berührt keine Ortschaft, fließt jedoch nahe ehemaliger militärischer Anlagen vorbei.

### Historisches
Die fast 200 Jahre alte Karte Fauerbach beschreibt das Ende des Schiefertals als Wiese und den Bach als noch auf direktem Wege der Usa zufließend.